# Calamares fritos

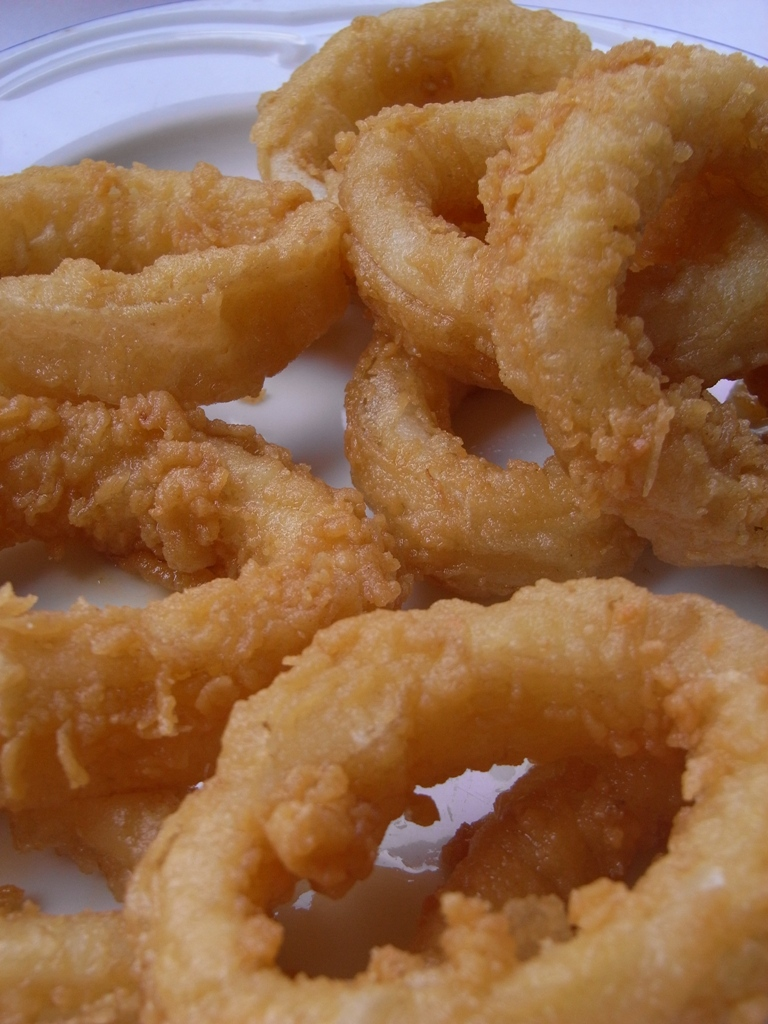
Detalle de calamares a la romana.

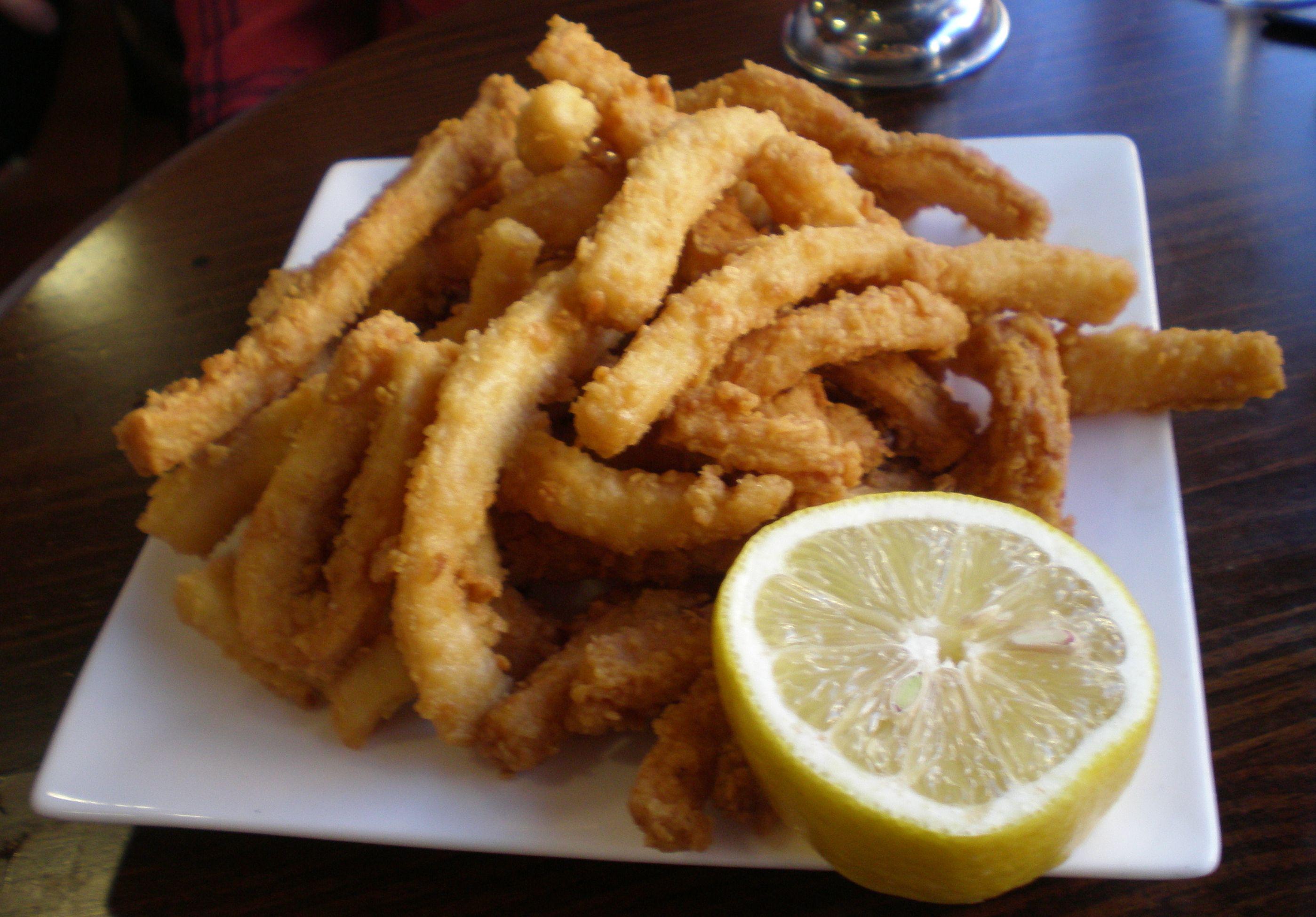
Las rabas son el aperitivo más consumido por los cántabros.

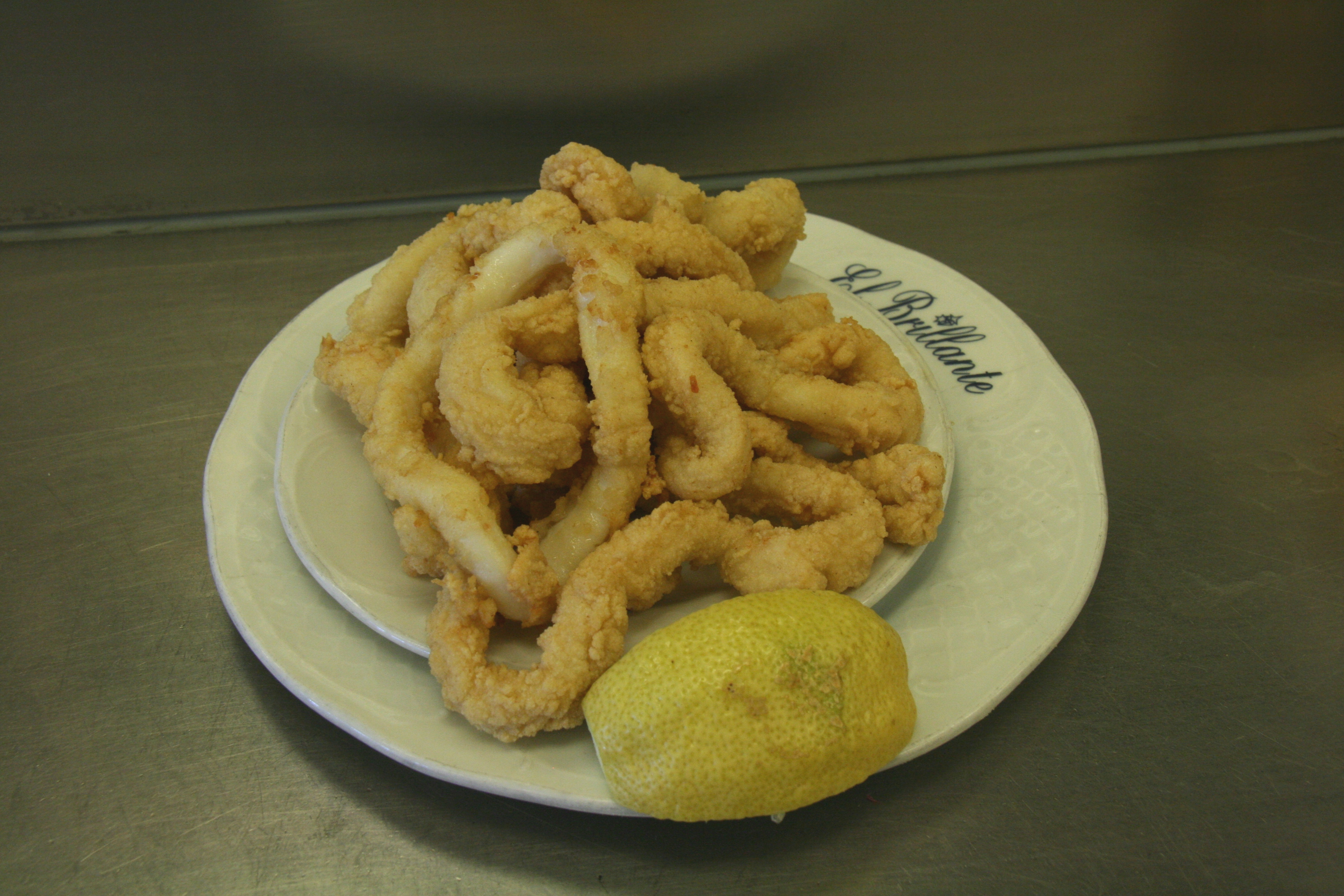
Calamares fritos: calamares empanados y fritos servidos como tapa.

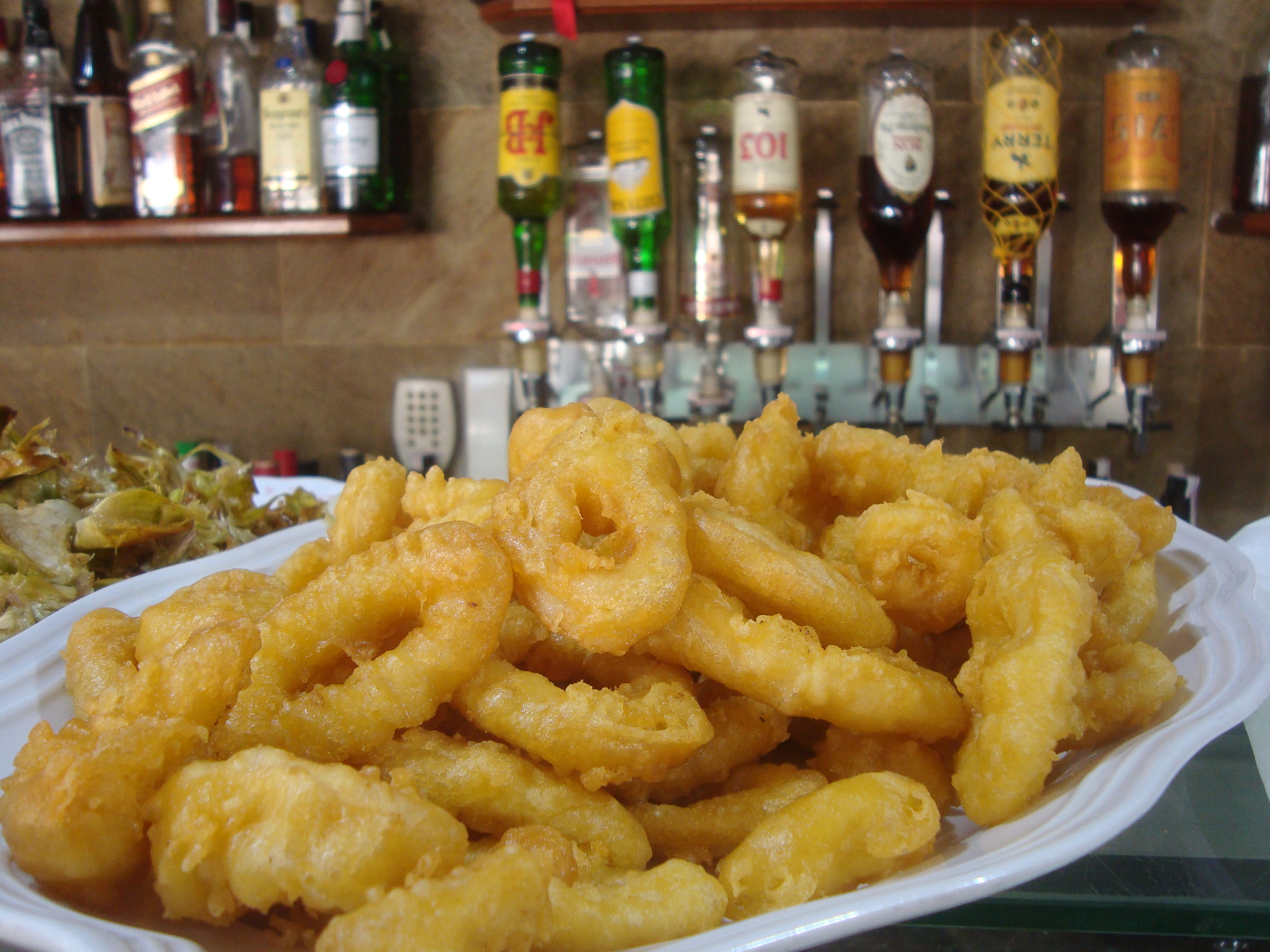
Calamares a la Romana.

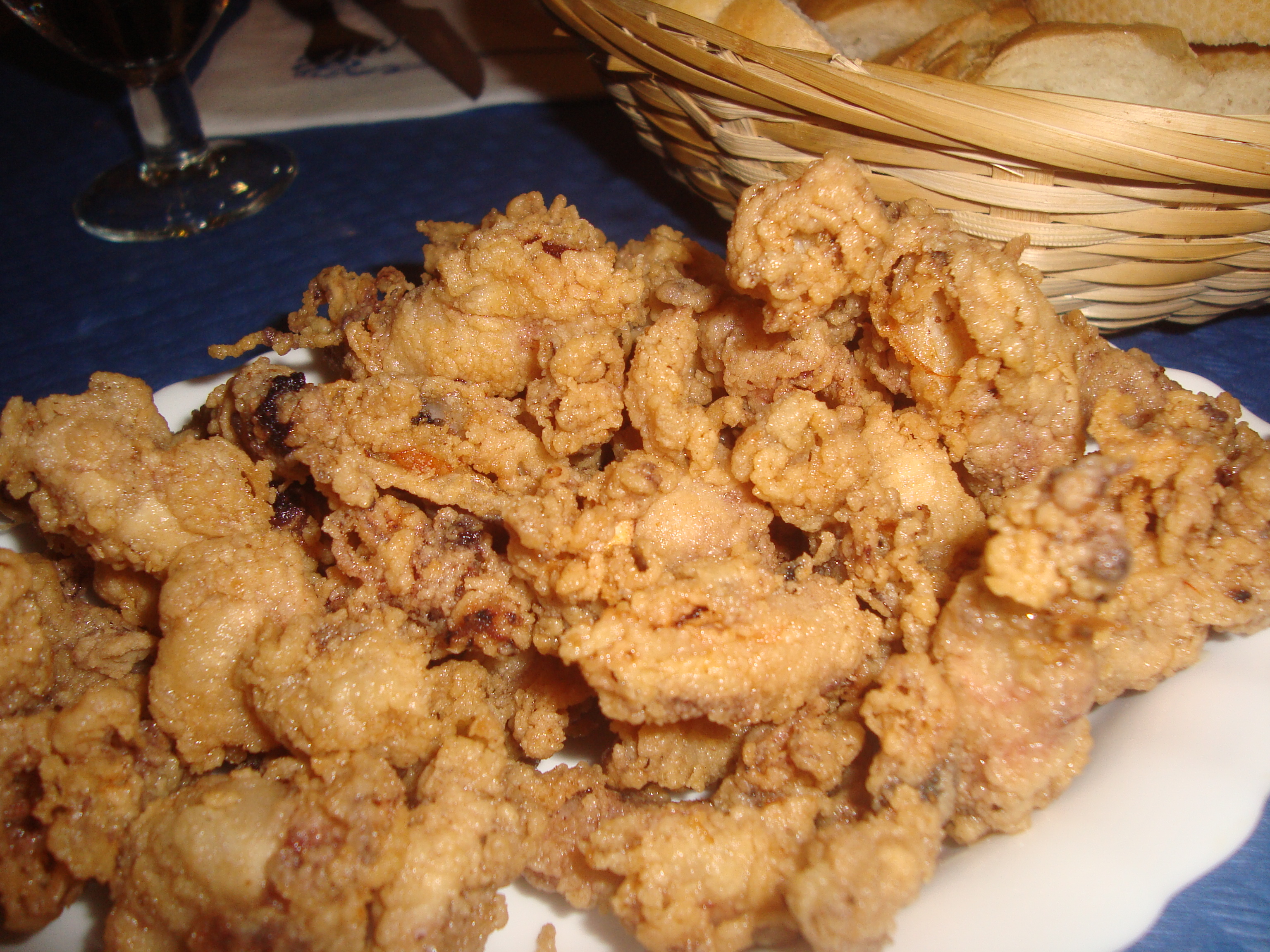
Puntillas de calamares fritos.

Los calamares fritos son una típica preparación de distintas gastronomías del mundo, como la española, la francesa, la turca o la filipina. Consiste en calamares cortados en tiras o aros que se rebozan en harina y se fríen en abundante aceite. En muchos países se consideran una comida callejera. En España se consideran una tapa (aperitivo) y se encuentra fácilmente en los bares y restaurantes, especialmente la zona costera.

## Características
Los calamares se suelen limpiar por dentro y se escaldan en agua durante un rato. El cuerpo se corta por regla general en anillos antes de ser rebozado y frito en aceite muy caliente (generalmente a temperaturas de 160 °C). Los calamares así preparados suelen ir a una fuente con una rodaja de limón, o a veces se sirven como bocadillo (bocadillo de calamares). En los países del área mediterránea es tan popular que se pueden encontrar ya preparados para freír en la mayoría de los supermercados en su zona de congelados.
Otra variante es rebozarlos en harina de garbanzos, modificando su textura -quedan más crujientes- y sabor. Típico de frituras y rebozados del sur de España.
A su vez las rabas de Cantabria pueden ser clasificadas por la raza del calamar con que son cocinadas. Éste puede ser magano, peludín o rejo, siendo el más apreciado el magano pescado a guadañeta, arte de pesca tradicional con que se pescan los cefalópodos de esta raza de unos 12 cm de longitud. Las rabas de este tipo son denominadas "rabas de magano" o "rabas blancas".

## Por país

### España

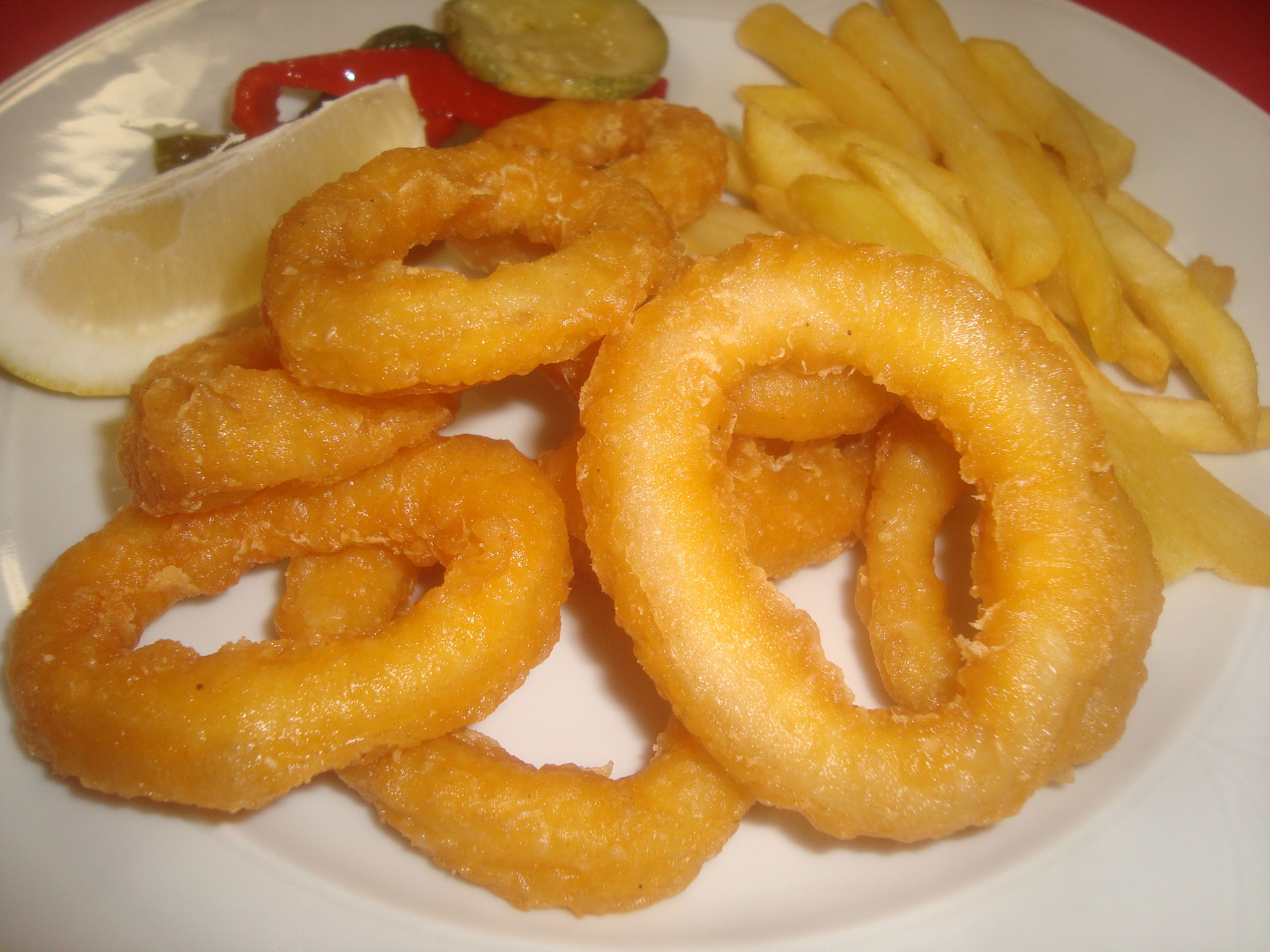
Calamares a la romana con guarnición.

En España son conocidos como calamares fritos, calamares a la romana, rabas o calamares a la andaluza. Se sirven generalmente como una tapa  en muchos bares, o como raciones. Como algunos otros platos de marisco se suelen servir junto con una rodaja de limón, para exprimirla sobre la ración si el consumidor así lo desea.

### Francia
En Francia, son típicos de la cocina provenzal y del Languedoc, pero también de la cocina del Rosellón. Se pueden freír después de cubrir de masa liquída o solo enharinar antes de freírlos. Se conocen como fritots de calamars.

### Filipinas
En Filipinas, los calamares fritos son llamados simplemente como kalamares, o a veces pritong pusit (literalmente, 'calamares fritos' en idioma filipino). Son una popular comida callejera en todo el país, y se vende acompañado de alguna salsa como alioli, mayonesa o vinagre picante.

### Otros países
Los calamares fritos son comunes a las cocinas de muchos países de la ribera del Mediterráneo; por ejemplo en Turquía son muy populares con el nombre kalamar tava ('calamar frito' en turco). Esta variante se come con salsa tarator.
En otros países suelen servirse un plato preparado de forma muy similar pero servido con las salsas nacionales o más populares de la zona. De esta forma en México se suele tomar con tabasco u otras salsas picantes y en Perú se suelen hacer y servir con salsa criolla, rocoto y yuca sancochada. En la cocina china se suele picar el calamar y se recubre después con sal y harina junto con abundante chili, elaborándose así un plato muy similar al descrito.